# Mount Treatt
Mount Treatt är ett berg i Antarktis. Det ligger i Östantarktis. Australien gör anspråk på området. Toppen på Mount Treatt är 1 511 meter över havet.
Terrängen runt Mount Treatt är lite kuperad. Trakten är obefolkad. Det finns inga samhällen i närheten.